# Amegilla houstoni
Amegilla houstoni är en biart som beskrevs av Brooks 1988. Amegilla houstoni ingår i släktet Amegilla och familjen långtungebin. Inga underarter finns listade i Catalogue of Life.